# Любовь на острове
«Любовь на острове» (англ. Love Wrecked) — комедийная мелодрама 2005 года, снятая режиссёром Рэндалом Клайзером. В главной роли Аманда Байнс.
Слоган: «Чтобы завоевать парня своей мечты, она прыгнула за борт» (англ. To win the guy of your dreams she jumps overboard!).

## Сюжет
18-летняя Дженни Тэйлор (Аманда Байнс) мечтает хоть один раз увидеть своего кумира певца Джейсона Мастерса (Крис Кармак). Узнав о том, что звезда отдыхает на Карибских островах, она вместе со своим другом Райаном (Джонатан Беннетт) отправляется подрабатывать спасателем на этом курорте. Оказавшись с Джейсоном на судне "Пиратский круиз", Дженни прикинулась официанткой. Внезапно налетел ураган, и она вместе с Джейсоном оказывается за бортом. Добравшись до берега острова на надувной лодке, Джейсон ломает лодыжку и не в состоянии искать помощи. На разведку идёт Дженни и узнаёт, что остров, на который они попали, необитаем. Вскоре Дженни понимает, что это лишь другая сторона курорта, но об этом она умалчивает и постоянно уходит в цивилизацию, а там о пропаже известного на весь мир Джейсона стало давно известно. Дженни приходится сказать правду звезде и стать девушкой Райана, который её давно любит.

## В ролях
| Актёр              | Роль            |
| ------------------ | --------------- |
| Аманда Байнс       | Дженни Тэйлор   |
| Крис Кармак        | Джейсон Мастерс |
| Джонатан Беннетт   | Райан Ховелл    |
| Джейми-Линн Сиглер | Алексис Минетти |
| Сьюзан Дюрден      | Бри Тейлор      |
| Фред Уиллард       | Бен Тейлор      |
| Джои Керн          | Мило Динсдел    |
| Кети Гриффин       | Мелинда         |
| Джеки Лонг         | Чейс            |
| Лэнс Басс          | Дэн             |

## Музыка
- Performed & Written by-Evan Olson
- GoGo (BMI)